# Nikolaj Nikolajevič Semjonov
Nikolaj Nikolajevič Semjonov, rusky Никола́й Никола́евич Семёнов (15. dubna 1896, Saratov – 25. září 1986), byl ruský fyzik a chemik. V roce 1956 se stal nositelem Nobelovy ceny za chemii za práci o mechanismu chemických transformací.

## Život

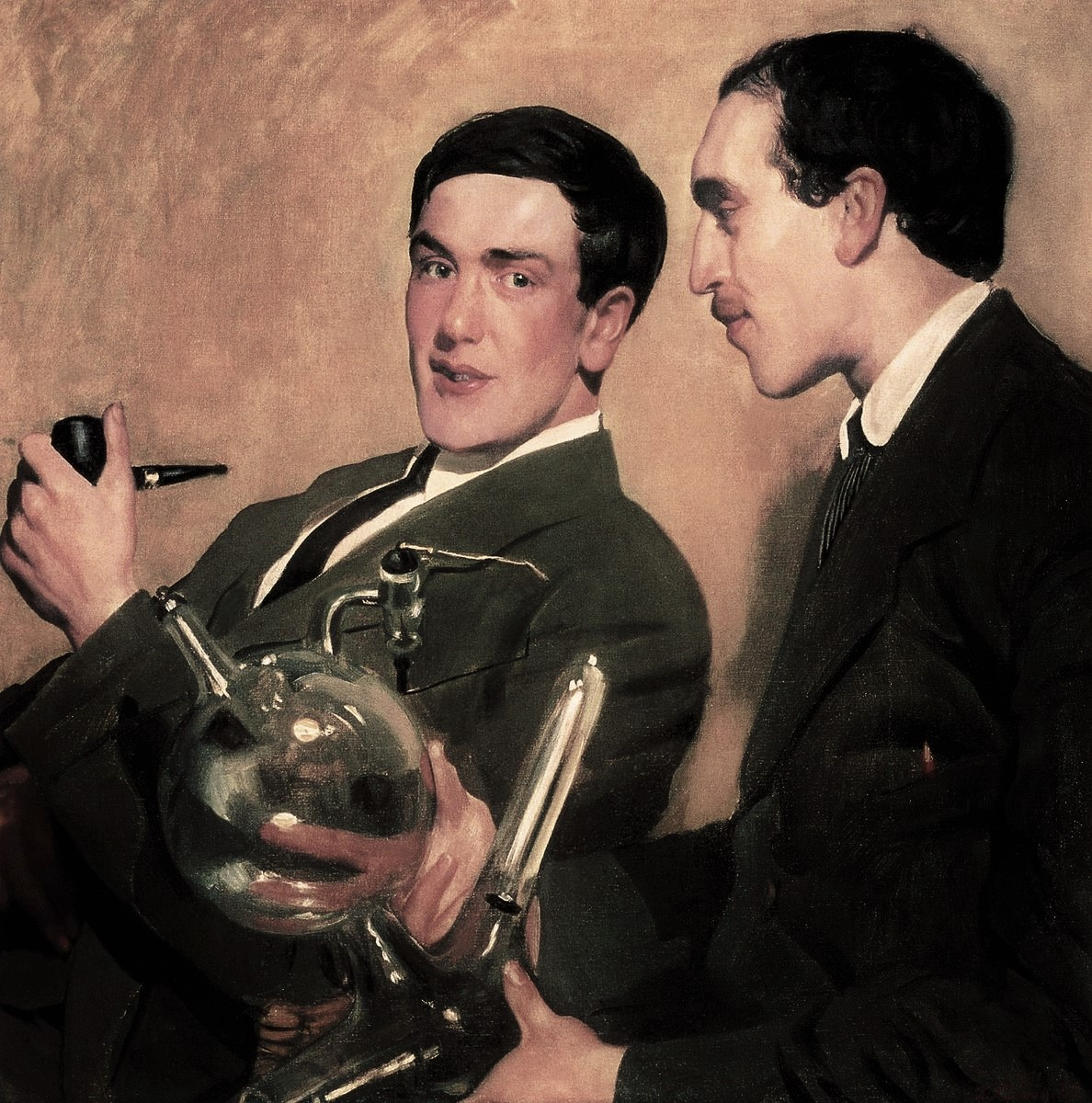
Boris Kustodijev: Petr Kapica a Nikolaj Semjonov, portrét z roku 1921

Semjonov promoval na katedře fyziky Petrohradské univerzity (1913-1917), kde studoval u Abama Fjodoroviče Ioffeho. V roce 1918 se přesunul do Samary, kde byl poddůstojníkem Kolčakovy „Bílé armády“ během ruské občanské války.
V roce 1920 se vrátil do Petrohradu a měl na starost laboratoř elektronových fenoménu na Petrohradském fyzikálně-technickém institutu, jehož byl i ředitelem. V roce 1921 se oženil s lingvistkou Marií Boreiše-Livoreskou (studentkou u Žirmunského), která však o dva roky později zemřela. V roce 1923 si vzal Mariinu neteř Natálii Nikolajevnu Burtsevovou, se kterou měl syna Nikolaje a dceru Ludmilu.
Během tohoto těžkého období společně s Pjotrem Kapicou objevili způsob, jak měřit magnetické pole u atomového jádra (1922). Pozdější tento experimentální postup vylepšil Otto Stern a Walther Gerlach a je znám jako Sternův–Gerlachův experiment.
V roce 1925 studoval spolu s Jakovem Frenkelem kinetiku kondenzace a adsorpce vodních par. V roce 1927 studoval ionizaci v plynech a vydal významné dílo „Chemie elektronů“. V roce 1928 společně s Vladimirem Fockem vytvořily teorii tepelného průrazu dielektrika.
Přednášel na Petrohradském Polytechnickém institutu, jehož profesorem byl jmenován v roce 1928. V roce 1931 založil Institut chemické fyziky při Akademii věd SSSR (který byl v roce 1943 přesunut do Černologovky) a stal se jeho prvním ředitelem. V roce 1932 se stal členem Akademie věd Sovětského svazu.

## Významné práce
Jeho výjimečná práce na mechanismu chemických transformací zahrnuje důkladnou analýzu aplikace teorie řetězení rozmanitých reakcí (1934-1954) a ještě významněji, procesy spalování. Vytvořil teorii degenerovaného rozkladu, která vedla k lepšímu pochopení úkazů spojených s periodickým přerušením oxidačního procesu.
O své práci napsal dvě důležité knihy. Цепные реакции (Řetězové reakce) byla zveřejněna v roce 1934, anglické vydání vyšlo o rok později. To byla první kniha v Sovětském svazu, která rozvíjela detailně teorii nerozvětvených a rozvětvených chemických řetězových reakcí. О некоторых проблемах химической кинетики и реакционной способности (O některých problémech chemické kinetiky a reaktivity) – první vydání bylo v roce 1954, zrevidováno v roce 1958; byla vydána v Anglii, USA, Německu i v Číně.

## Ocenění
Ve svých 36 letech (v roce 1932) se stal členem Akademie věd SSSR. V roce 1956 byla jeho práce oceněna Nobelovou cenou za chemii, společně s Cyrilem Normanem Hinshelwoodem). Stal se také dvakrát hrdinou socialistické práce (1966,1976), byla mu udělena dvakrát Stalinova cena (1941, 1949), v roce 1976 Leninova cena, byl členem zahraničních akademií věd, např. v roce 1963 se stal zahraničním členem Národní akademie věd Spojených států amerických a byl nositelem mnoha dalších cen.